# Multicentro Las Américas
Multicentro Las Américas, conocido comúnmente como Multicentro y Las Américas se encuentra estratégicamente ubicado en una de las zonas de mayor tráfico de Managua como lo es Bello Horizonte, con aproximadamente 70,000 familias que viven en sus alrededores. El centro comercial fue construido bajo un concepto moderno con la meta de un balance entre su diseño y la comodidad de estadía de sus visitantes.
Multicentro Las Américas es el segundo centro comercial más grande de Nicaragua, detrás de Galerías Santo Domingo y tiene una de las rentas más cara en la ciudad con US$1,700 por metro cuadrado. El centro comercial consiste en 159 tiendas 91 en el primer piso y 68 en el segundo piso, 19 restaurantes en el food court como Burger King, McDonalds, Subway, Quiznos, Tip-Top, un teatro de cines Cinemas de 6 salas para 960 butacas.
- Claro
- Tiendas Grand Mall
- Supermercado La Colonia
- Cines Cinemas 6 Salas
- Gallo más Gallo
- El Verdugo
- Payless
- La Curacao
- Casino Pharaohs
- Ópticas Matamoros

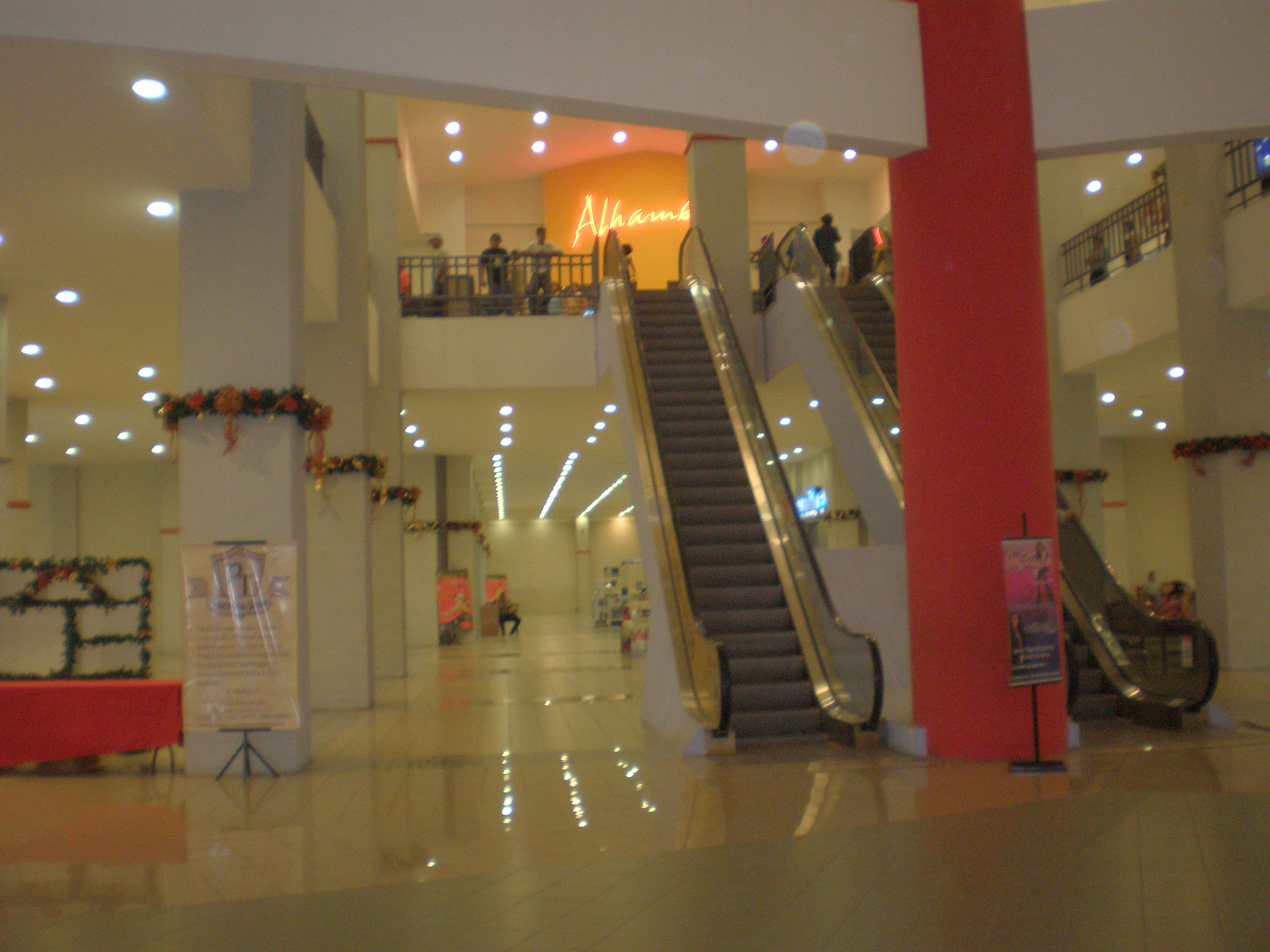
Interior de Multicentro, en el fondo se aprecia los Cines Alhambra.

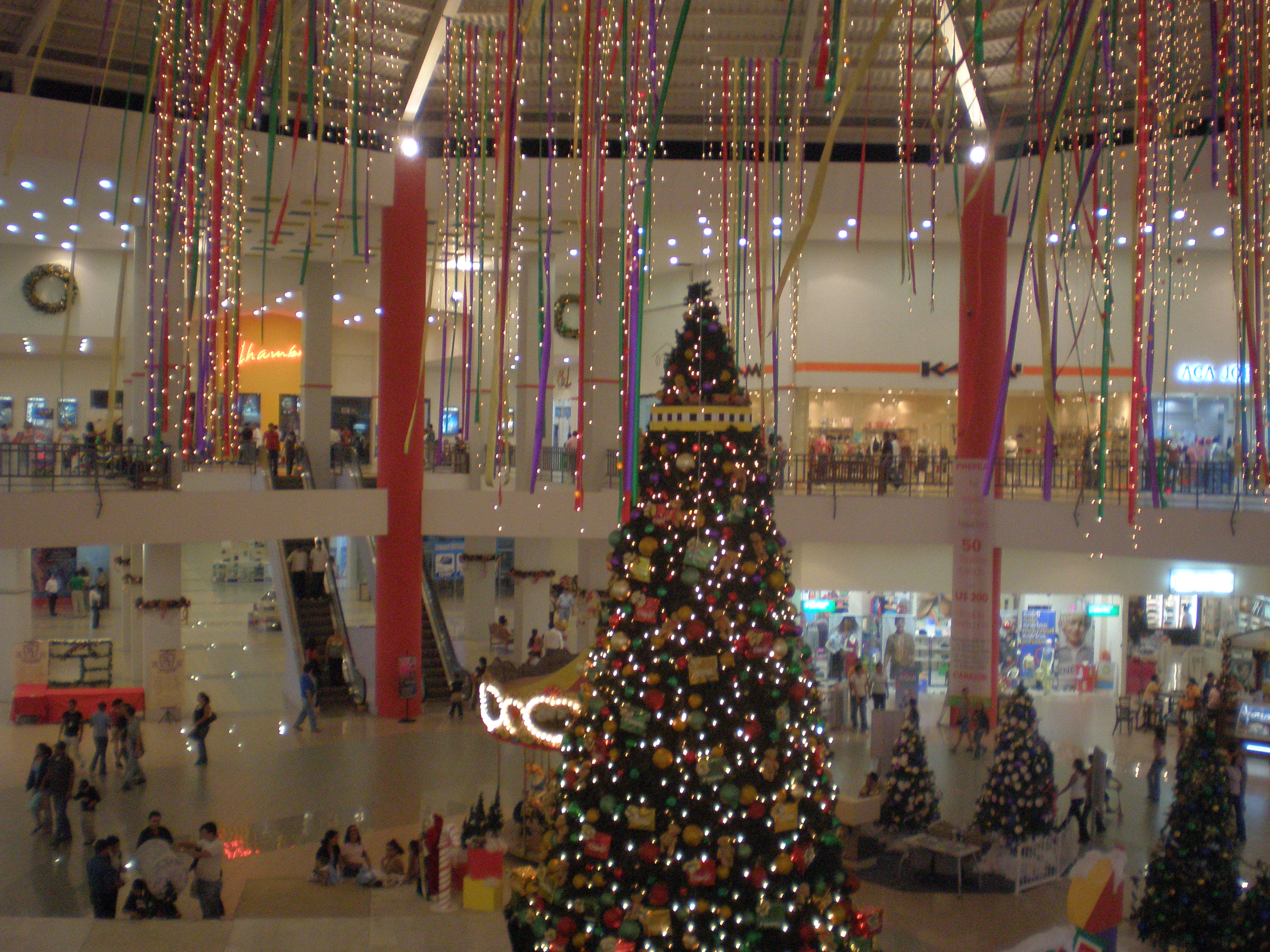
Interior de Multicentro en la temporada navideña de 2006.

La tarde del domingo 11 de febrero de 2018 en horas de mayor asistencia, un incendio amenazó la segunda planta del centro comercial, la causa fue originada por problemas en el sistema eléctrico. El siniestro provocó que el centro comercial fuera evacuado. La amenaza fue controlada 30 minutos después de iniciarse el fenómeno.